# Q-сортировка
Q-сортировка — методика определения самооценки, используемая в исследовательских целях психологии и социальных наук. Разработана психологом Уильямом Стефенсоном в Берлинском университете имени Гумбольдта и опубликованная в 1953 году.
Активно использовалась и применялась в своих исследованиях по клиент-центрированной терапии доктором Карлом Роджерсом.

## Процедура проведения Q-сортировки
Название «Q» происходит от формы факторного анализа, используемого для анализа данных. Нормальный факторный анализ, который называется R-методом, включает в себя нахождение корреляций между переменными (например, рост и возраст) по всей выборке испытуемых. Q-метод ищет корреляции между субъектами по всей выборке переменных. Q-факторный анализ уменьшает множество отдельных точек зрения субъектов вплоть до нескольких «факторов», которые представляют собой общие способы мышления. Иногда говорят, что Q-факторный анализ это R-факторный анализ с табличными данными, повернутыми в сторону. В то время, как это полезно для понимания Q-метода, это объяснение может вводить в заблуждение, поскольку большинство Q-методологов утверждают, что по математическим причинам нет ни одних матричных данных, которые бы были пригодны для анализа одновременно как Q-, так и R-методом.
Клиенту выдается приблизительно 100 карточек с написанными на них утверждениями, каждое из которых связано с самоописанием (эти описания получаются в ходе клинического интервью), к примеру: «Я опасаюсь того, что другие люди могут думать обо мне», «Обычно я люблю общаться с людьми» и т. д. Далее исследователь просит респондента распределить эти карточки на отдельные стопки (обычно 5-6), при этом дифференцируя утверждения, которые написаны на них — от наиболее характерных утверждений к наименее характерным утверждениям. Количество карточек с утверждениями точно известно в каждой из стопок, для того, чтобы смог сработать закон нормального распределения.
Положение каждой карточки зарегистрировано, и упражнение повторяется несколько раз, после нескольких сеансов взаимодействия психотерапевта и клиента.
Обычно профессиональный психотерапевт использует свои собственные карточки с утверждениями в целях того, чтобы изучить определенные вопросы в завуалированном виде или при этом не до конца изученные.
Существенным различием между Q-сортировкой и другими научно-исследовательскими методиками является то, что она обычно использует в своем анализе меньшее число характеристик. Это может быть одна характеристика (например, сила), и Q-сортировка позволяет работать только с ней одной, при этом значительно понижая стоимость всего исследования. В таком случае индивид обычно ранжирует всегда одинаковый набор утверждений вне зависимости от различных состояний обучения. Например, кому-то могут быть даны утверждения об его личностных качествах, которые затем необходимо проранжировать по следующим пунктам: описание себя, его идеальное Я, его отец и мать и тд. Работа с одним индивидуумом особенно актуальна в изучении того, как рейтинги изменяются с течением времени, и это было первое использование Q-сортировки. Так как Q-сортировка работает с маленькой нерепрезентативной группой, то и выводы охватывают только тех людей, принимавших участие в исследовании.
В исследованиях интеллекта Q-факторный анализ может генерировать консенсус на основе оценки (англоязычный термин CBA — Consensus based assessment). В качестве альтернативы, единицей измерения человека в этом контексте является его фактор нагрузки для Q-сортировки. Факторы представляют собой нормы в отношении отдельных схем. Индивидуум, который получает самый высокий фактор нагрузки на оперантный фактор, является тем самым человеком, способным к постижению нормы фактора. То, что норма всегда имеет значение, для построения гипотезы и ее опровержения (Popper). Это может свидетельствовать о мудрости решения или об самом ответственном, наиболее важном или же оптимизированном и сбалансированном решении. Все это непроверенные гипотезы, которые требуют дальнейшего изучения.

## Виды опросников на Q-сортировку
В процессе проведения различных тестов были использованы различные опросники.
В калифорнийской Q-серии (California Q-set), которая содержит утверждения с самыми типичными чувствами по отношению к себе, Блок (Block, 1961) описывает детали использования Q-сортировки в различных ситуациях. Данная серия допускает использование количественных оценок.
Шкала самооценки (Self-Esteem Scale), разработанная Розенбергом (Rosenberg, 1965), является одним из наиболее популярных опросников, которая широко применяется в клинической и социальной психологии. Шкала состоит из 10 пунктов, которые очень похожи друг на друга и по сути все отвечают на один и тот же вопрос «Нравитесь ли Вы себе?». Тем не менее, у теста есть высокие корреляции с другими тестами по характеристикам тревоги и депрессии и говорить о том, что он измеряет именно самооценку, не приходится.
Тест двадцати утверждений (Twenty Statements Test (Kuhn, McPart-land, 1954) тоже использовался как способ изучения образа Я. Испытуемому предлагается описать себя, используя 20 коротких утверждений. Имеются различные способы обработки этого теста, которые учитывают разное количество утверждений. Хоть и с клинической точки зрения интересно узнать, уделяет ли индивид внимание конкретным аспектам своего Я, это не самая чувствительная методика изучения образа Я.